# Copa CAF 2002
La Copa CAF 2001 es la 11.ª edición de este torneo de fútbol a nivel de clubes de África organizado por la CAF y que contó con la participación de 31 equipos de todo el continente, 4 más que en la edición anterior.
El JS Kabylie de Argelia venció en la final al Tonerre Yaoundé de Camerún para ser el primer equipo en ganar el título en 3 ocasiones, todas de manera consecutiva.

## Primera Ronda
| Equipo 1           | Agr.     | Equipo 2           | Ida | Vuelta |
| ------------------ | -------- | ------------------ | --- | ------ |
| Saint-George SA    | 1-0      | KCC                | 1-0 | 0-0    |
| Al-Hilal           | 2-3      | Étoile du Sahel    | 2-1 | 0-2    |
| Kabwe Warriors FC  | w/o1     | BDF XI             | —   | —      |
| Al-Masry           | 4-0      | Mathare United     | 2-0 | 2-0    |
| JS Saint-Pierroise | 2-2 (v.) | AS Adema           | 2-1 | 0-1    |
| Mtibwa Sugar FC    | (v.) 1-1 | Ferroviário Maputo | 0-0 | 1-1    |
| Al-Tahaddy         | 2-4      | FUS Rabat          | 1-3 | 1-1    |
| Satellite FC       | 2-0      | Manchester SC      | 1-0 | 1-0    |
| Tonerre Yaoundé    | 6-3      | Deportivo Mongomo  | 4-2 | 2-1    |
| TP Akwembé         | (v.) 4-4 | SC Utexafrica      | 3-0 | 1-4    |
| AS Aviação         | 1-1 (p.) | Rayon Sport        | 1-0 | 0-1    |
| Goldfields         | 5-5 (v.) | Satellite FC       | 4-3 | 1-2    |
| Alkali Nassara     | 1-6      | Maranatha FC       | 1-3 | 0-3    |
| NPA FC             | 2-4      | Djoliba AC         | 2-1 | 0-3    |
| ASFA Yennenga      | 1-1 (v.) | ASC Ndiambour      | 1-1 | 0-0    |
| JS Kabylie         |          | Bye                |     |        |

1Kabwe Warriors abandonó el torneo antes de jugar el partido de ida.

## Segunda Ronda
| Equipo 1        | Agr.     | Equipo 2        | Ida | Vuelta |
| --------------- | -------- | --------------- | --- | ------ |
| Saint-George SA | 5-9      | Étoile du Sahel | 2-1 | 3-8    |
| BDF XI          | 4-4 (v.) | Al-Masry        | 4-2 | 0-2    |
| AS Adema        | (v.) 1-1 | Mtibwa Sugar FC | 1-0 | 1-2    |
| FUS Rabat       | 0-1      | Satellite FC    | 0-0 | 0-1    |
| Tonerre Yaoundé | 3-2      | TP Akwembé      | 1-0 | 2-2    |
| Rayon Sport     | 6-5      | Satellite FC    | 2-3 | 4-2    |
| Maranatha FC    | 2-2 (v.) | Djoliba AC      | 2-1 | 0-1    |
| ASC Ndiambour   | 3-6      | JS Kabylie      | 0-0 | 3-6    |

## Cuartos de final
| Equipo 1        | Agr.     | Equipo 2        | Ida | Vuelta |
| --------------- | -------- | --------------- | --- | ------ |
| AS Adema        | 0-3      | Al-Masry        | 0-1 | 0-2    |
| JS Kabylie      | 2-1      | Djoliba AC      | 2-1 | 0-0    |
| Satellite FC    | 4-1      | Rayon Sport     | 2-0 | 2-1    |
| Étoile du Sahel | 2-2 (v.) | Tonerre Yaoundé | 2-1 | 0-1    |

## Semifinales
| Equipo 1        | Agr.     | Equipo 2     | Ida | Vuelta |
| --------------- | -------- | ------------ | --- | ------ |
| Al-Masry        | 1-2      | JS Kabylie   | 1-0 | 0-2    |
| Tonerre Yaoundé | (v.) 2-2 | Satellite FC | 1-0 | 1-2    |

## Final
| Equipo 1   | Agr. | Equipo 2        | Ida | Vuelta |
| ---------- | ---- | --------------- | --- | ------ |
| JS Kabylie | 4-1  | Tonerre Yaoundé | 4-0 | 0-1    |

## Campeón
| Copa CAF 2002        |
| -------------------- |
| Bandera de Argelia   |
| JS Kabylie 3º Título |